# Berlandia
Berlandia är ett släkte av spindlar. Berlandia ingår i familjen jättekrabbspindlar.
Kladogram enligt Catalogue of Life:
| Berlandia | \| \| Berlandia longipes \| \| \| \| \| \| Berlandia tenebricola \| \| \| \| |
|           | \| \| Berlandia longipes \| \| \| \| \| \| Berlandia tenebricola \| \| \| \| |
|           | Berlandia longipes                                                           |
|           |                                                                              |
|           | Berlandia tenebricola                                                        |
|           |                                                                              |